# Фридрих фон Хаген
Фридрих I фон Хаген (на немски: Friedrich I von Hagen; * ок. 1158; † сл. 21 май, преди 3 ноември 1239) от род фон Хаген, е епископ на Шверин от 1238 до 1239 г.

## Живот
Той е син на Гунцел I фон Хаген († 18 юни 1185, погребан в катедралата на Шверин), граф на Шверин, и съпругата му Ода фон Люхов († 24 октомври 1191), дъщеря на граф Херман I фон Люхов († 1174/1188). Брат е на граф Хайнрих I фон Шверин († 1228), граф Хелмолд I фон Шверин († 1195/1196), катедрален провост в Хамбург, Херман фон Хаген фон Шверин († сл. 1228), от 1191 до 1195 геген-епископ на Шверин, граф Гунцел II фон Шверин († сл. 1220) и Маргарета фон Шверин, омъжена за Герхард фон дер Остен († сл. 1236).
Фридрих фон Хаген е 1181/1228 г. каноник и провост в катедралата на Хилдесхайм и пр. 26 май 1238 г. е избран за епископ на Шверин.